# Löttorp
Löttorp – miejscowość (tätort) w Szwecji, w regionie administracyjnym (län) Kalmar, w gminie Borgholm.
Według danych Szwedzkiego Urzędu Statystycznego liczba ludności wyniosła: 562 (31 grudnia 2015), 584 (31 grudnia 2018) i 577 (31 grudnia 2019).